# Priscilla Presley

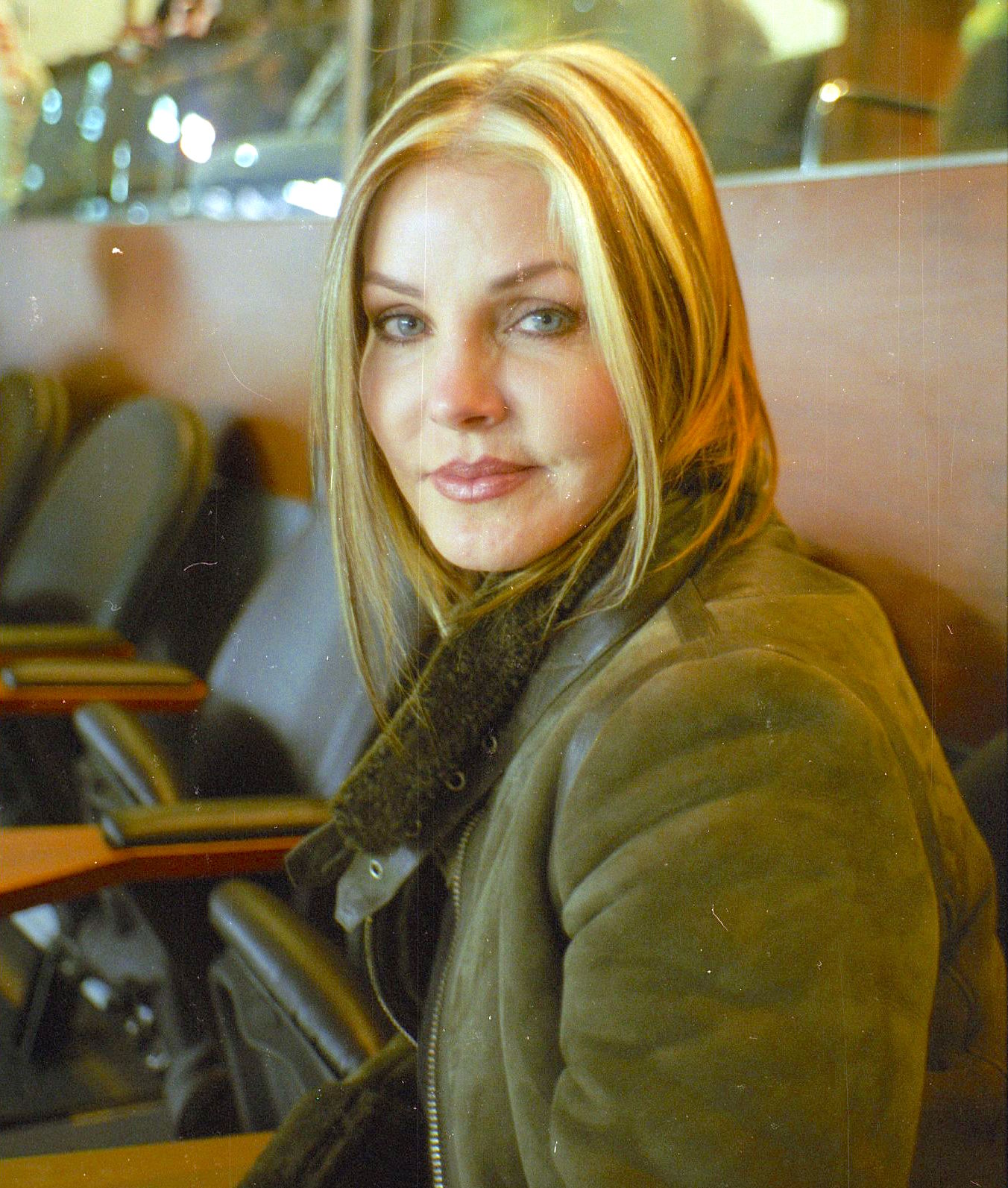
Priscilla Presley în 2003

Priscilla Beaulieu Presley (născută Priscilla Ann Wagner, n. 24 mai 1945, New York City, New York, SUA) este o actriță, scriitoare și femeie de afaceri americană, fostă soție a cântărețului Rock 'n' Roll Elvis Presley și mamă a cântăreței Lisa Marie Presley. Ea a jucat în serialul american Dallas rolul Jennei Wade.

## Biografie
Priscilla Presley este fiica locotenentului James Frederick Wagner și a soției acestuia, Anna Lillian Iversen. Tatăl Priscillei a murit la scurt timp după nașterea ei, într-un accident aerian. Mama ei s-a recăsătorit cu ofițerul canadian al forțelor aeriene Paul Beaulieu, al cărui nume a fost preluat de familie.
Priscilla Beaulieu, al cărei tată vitreg a fost transferat în Germania, l-a cunoscut în Bad Nauheim la vârsta de 14 ani în anul 1959 pe Elvis Presley, care era cu zece ani mai în vârstă decât ea. Priscilla trăia deja cu câțiva ani înaintea căsătoriei în vila Graceland din Memphis. A absolvit liceul la o școală catolică de fete. Căsătoria a avut loc pe 1 mai 1967 în Las Vegas la hotelul Aladdin (azi hotelul Planet Hollywood Hotel). Copilul lor este cântăreața Lisa Marie Presley, care s-a născut la 1 februarie 1968. La 9 octombrie 1973 Elvis și Priscilla au divorțat.
A deschis cu Olivia Bis un magazin în Beverly Hills, al cărui bază de clienți era alcătuită din Cher, Lana Turner, Natalie Wood, Julie Christie și Eva Gabor.1982 a deschis casa Graceland pentru fanii lui Elvis. Din 1984 până în 2006 a trăit cu regizorul brazilian Marco Garibaldi, iar fiul lor s-a născut în anul 1987.
Ca actriță a jucat în Dallas, în care a avut rolul lui Jena Wade pentru 5 ani. A mai avut apariții și în serialul american Melrose Place și a avut rolul principal în serialul The Naked Gun (Un polițist cu explozie).

## Filmografie
- 1983-1988: Dallas (serial TV)
- 1983: Operation Comeback (Love Is Forever)
- 1983: The Fall Guy (The Fall Guy, serial TV, episodul 1) (Seria a 2-a episodul 11 Incașii pot cere)
- 1988: The Naked Gun
- 1990: Ford Fairlane – Rock ’n’ Roll Detective
- 1991: The Naked Gun 2½
- 1992: Melrose Place (serial TV)
- 1994: The Naked Gun 33⅓
- 1998: Breakfast with Einstein
- 1999: Hayley Wagner, Superstar (Hayley Wagner, Star)